# ISport International
iSport International — британская автогоночная команда принимающая участие в GP2 и GP2 Asia, официальными сериями поддержки Формулы-1. 

## Обзор
iSport International была основана в 2004 году для участия в новой серии поддержки Формулы-1 GP2 после завершения существования серии Ф3000. Команда состояла по большей части из бывшей команды Petrobras Junior F3000, которая победила в 2000 году вместе с Бруно Хуанкейро. Команда базируется в Карлтон Род рядом с Норидж, Англия. 
Джонатан Уильямс, сын основателя Williams Сэра Фрэнка Уильямса является советником команды.

## История
Первый сезон в GP2 за iSport выступали Скотт Спид и Кан Артам под номерами 1 и 2. Они были быстры, но ни разу не побеждали в гонке. Команда завершила сезон на четвёртом месте.
В 2006 американец попал в Формулу-1 за команду Toro Rosso, и места в iSport'е заняли Эрнесто Висо и Тристан Гоменди, которого заменил Тимо Глок по ходу сезона. Висо заработал первых две победы для команды, Глок также выиграл в двух гонках, обеспечив для команды третье место. 
Тимо Глок остался в 2007 и пригласили в команду победителя гонки в 2006 Андреаса Цубера. Тимо Глок выиграл чемпионат в конце сезона в Валенсии после продолжительной борьбы с Лукасом ди Грасси. Команда победила в командном зачёте.
Глок попал в Формулу-1 вместе с Toyota, а Цубер перешёл в Piquet Sport на сезон 2008 года, iSport полностью обновил пилотов, ими стали Бруно Сенна (племянник трёхкратного чемпиона мира Формулы-1 Айртона Сенны) и Карун Чандхок. Эти же пилоты приняли участие в GP2 Asia.

## Результаты
Легенда:
- ЛЗ = Личный Зачёт.
- КЗ = Командный Зачёт.

| Результыты в GP2 | Результыты в GP2              | Результыты в GP2 | Результыты в GP2 | Результыты в GP2 | Результыты в GP2 | Результыты в GP2 |
| Год              | Пилоты                        | Пилоты           | Победы           | Очки             | ЛЗ               | КЗ               |
| ---------------- | ----------------------------- | ---------------- | ---------------- | ---------------- | ---------------- | ---------------- |
| 2008             | Индия                         | Карун Чандхок    | 1                | 31               | 10               | 2                |
| 2008             | Бразилия                      | Бруно Сенна      | 2                | 64               | 2                | 2                |
| 2007             | Германия                      | Тимо Глок        | 5                | 92               | 1                | 1                |
| 2007             | Объединённые Арабские Эмираты | Андреас Цубер    | 1                | 30               | 9                | 1                |
| 2006             | Венесуэла                     | Эрнесто Висо     | 2                | 42               | 6                | 3                |
| 2006             | Франция                       | Тристан Гомменди | 0                | 6                | 20               | 3                |
| 2006             | Германия                      | Тимо Глок        | 2                | 58               | 4                | 3                |
| 2005             | Соединённые Штаты Америки     | Скотт Спид       | 0                | 57.5             | 3                | 4                |
| 2005             | Турция                        | Кан Артам        | 0                | 2                | 22               | 4                |